# Poëtisch realisme
Het poëtisch realisme is een esthetische stroming binnen de Franse film van de jaren dertig.
De term werd bedacht door de filmhistoricus Georges Sadoul. De esthetiek van deze films is een combinatie van realisme en lyriek. De scenario's waren beïnvloed door het literair naturalisme van bijvoorbeeld Émile Zola.
Een verklaring voor deze lyrische opflakkering binnen de Franse film kunnen we vinden in de historische context. Rond 1934 vluchtten vele kunstenaars uit Duitsland weg om zich in Frankrijk te vestigen. Zo kwamen mensen als Alexandre Trauner en Eugen Schüfftan, beiden met een expressionistische achtergrond, in Frankrijk en beïnvloedden ze de filmesthetiek.
Het poëtisch realisme bestaat uit twee fases. Tijdens de eerste fase (1935-1937) was men nog optimistisch omdat men dacht dat de samensmelting van de linkse partijen, het Front Populaire, rechts zou kunnen tegenhouden. In 1937 won centrumrechts echter de verkiezingen. Op dat moment begon een zeker pessimisme door te wegen in de films van deze esthetische stroming.

## Stijlkenmerken
- Het verhaal is gesitueerd in een stedelijke omgeving, meestal in het working class-milieu alsook in het militair en het prostitutiemilieu.
- Veel nostalgie
- Het belang van de gesproken taal, meestal bedacht door scenarioschrijvers Charles Spaak, Jacques Prévert en in mindere mate door Henri Jeanson.
- De visueel donkere stijl (mist, regen, nacht) met scherpe contrasten. Deze erfenis van het Duits expressionisme beïnvloedt later op zijn beurt de Amerikaanse film noir en het Italiaans neorealisme.
- Een onmogelijk liefdesverhaal wordt beleefd door verdoemde personages, heel dikwijls verschoppelingen die af te rekenen hebben met lot en fataliteit.

## Selectie van films
- 1931 - La Chienne (Jean Renoir) (voorloper)
- 1932 - Coeur de lilas (Anatole Litvak)
- 1934 - L'Atalante (Jean Vigo)
- 1935 - La Kermesse héroïque (Jacques Feyder en Charles Spaak)
- 1935 - La Bandera (Julien Duvivier en Charles Spaak)
- 1936 - Le Crime de Monsieur Lange (Jean Renoir en Jacques Prévert)
- 1936 - Les Bas-fonds (Jean Renoir en Charles Spaak)
- 1936 - La Belle Équipe (Julien Duvivier en Charles Spaak)
- 1937 - Pépé le Moko (Julien Duvivier en Henri Jeanson)
- 1937 - Gueule d'Amour (Jean Grémillon en Charles Spaak)
- 1937 - La Grande Illusion (Jean Renoir en Charles Spaak)
- 1938 - La Bête Humaine (Jean Renoir)
- 1938 - Le Quai des brumes (Marcel Carné en Jacques Prévert)
- 1938 - Hôtel du Nord (Marcel Carné en Henri Jeanson)
- 1939 - Le jour se lève (Marcel Carné en Jacques Prévert)
- 1941 - Remorques (Jean Grémillon, Jacques Prévert en Charles Spaak)
- 1942 - Les Visiteurs du Soir (Marcel Carné en Jacques Prévert)
- 1942 - Lumière d'été (Jean Grémillon en Jacques Prévert)
- 1945 - Les Enfants du paradis (Marcel Carné en Jacques Prévert)
- 1946 - Les Portes de la nuit (Marcel Carné en Jacques Prévert)